# Монтажна фільмокопія
Монтажна фільмокопія, контрольний позитив — перша позитивна фільмокопія, віддрукована із змонтованого негатива зображення і негатива фонограми перезапису після остаточної корекції та виготовлення спецефектів кінофільму. Виготовляється при роботі за класичною «оптичною» технологією кіновиробництва. На відміну від робочого позитива, надрукованого без точного вирівнювання по оптичній щільності і передачі кольору, монтажна фільмокопія створюється після ретельного налаштування цих параметрів і містить готові титри і монтажні переходи у вигляді напливів, шторок і затемнень. Колірний паспорт, підібраний за участю оператора-постановника для монтажної фільмокопії, що надалі використовується при друку майстер-позитива.
Контрольний позитив крім зображення містить готову оптичну поєднану фонограму, отриману в результаті перезапису і зводу всіх вихідних елементів. Монтажна фільмокопія по зображенню і звучанню повинна повністю відповідати задумом творців фільму і є еталоном, за яким затверджується готова картина. Тому, можливо кількаразове виготовлення такої копії після коригувань за результатами перегляду попередньої. Монтажна фільмокопія значно перевершує за якістю зображення прокатні фільмокопії, що друкуються з дубльнегативу. Вона призначена для внутрішнього використання на кіностудії, але іноді останні версії монтажних фільмокопій використовуються для до прем'єрних показів.
У сучасній цифровій технології кіновиробництва монтажна фільмокопія, як і майстер-позитив, не друкується, оскільки встановлення кольору відбувається в процесі цифрового поствиробництва. На кіноплівку з цифровою майстер-копії Digital Intermediate виводиться безпосередньо дубльнегатив, придатний для тиражування прокатних фільмокопій.